# Hadji Muhtamad
Hadji Muhtamad ist eine philippinische Stadtgemeinde in der Provinz Basilan.
Die Stadtgemeinde Hadji Muhtamad wurde durch Verabschiedung des Muslim Mindanao Act Nr. 200, der am 25. August 2007 in einer Volksabstimmung ratifiziert wurde, gegründet. Die Stadtgemeinde besteht aus zehn Baranggays, die zuvor zur Stadtgemeinde Lantawan gehört haben.